# Душник

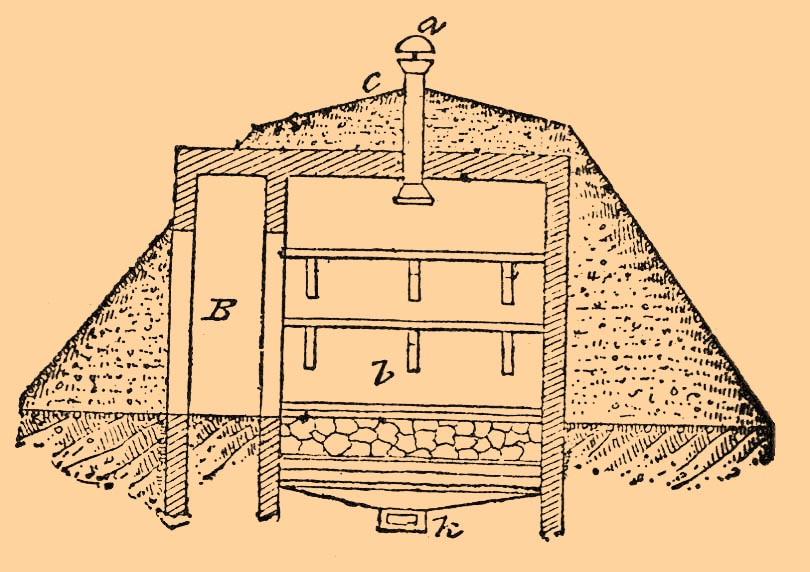
У верхній частині на рисунку — душник льодовні

Душник — отвір для виходу повітря, диму, пари і т. ін.
Душниками обладнуються льохи, льодовні, печі тощо.